# 钟馗伏魔：雪妖魔灵
《钟馗伏魔：雪妖魔灵》（英語：Zhong Kui: Snow Girl and the Dark Crystal）是中国大陆3D奇幻动作片，导演赵天宇、鲍德熹，主演陈坤、李冰冰、赵文瑄、杨子姗、包贝尔、吉克隽逸。中国大陆地区于2015年2月19日（农历大年初一）上映。

## 剧情
该片讲述唐朝降魔天师“钟馗”伏魔的故事 麒麟。

## 演出
| 演员     | 角色   |
| 陈坤     | 钟馗   |
| 李冰冰   | 雪晴   |
| 赵文瑄   | 张道仙 |
| 杨子姗   | 钟灵   |
| 包贝爾   | 杜平   |
| 吉克隽逸 | 易微   |
| 麦迪娜   | 黄蛇   |

## 制作
2014年2月16日，该片在浙江省象山影视城开机拍摄。5月17日，该片正式杀青。

## 曲目
- 主题曲《奋不顾身》，演唱：刘欢、吉克隽逸[3]

## 评价
1905电影网写道：“《钟馗伏魔》2亿多的投资以及国外技术的引入，在很大程度保证了影片的视觉效果。从实际成品来看，影片的视觉场景的确做得不错，而且也突破了传统的东方风，融合了更加具备世界气质的视觉元素。从人物造型来看，钟馗、雪妖等等，都颇为精致，而其变身后的魔兽造型，采用动作捕捉技术，尽管看上去和好莱坞大作在细节上还有很大差距，但在华语片里算是少见以及引领技术潮流的。从故事的完整性和细节来看，影片有很多错漏的地方。但本片值得说道的地方就在于，尽管是一个传统的故事，但它既融合了现代的技术，同时又贯穿了当下的价值理念，不再局限于二元的善恶论，而是更加多元与立体地呈现出人物与故事。”

## 票房
中国大陆首周四天收获1.98亿人民币列第三位。次周取得1.72亿列第四位。第三周获得3500万列第七位。第四周收520万列第11位，累计4.1亿。